# (C6)-CP 47,497
(C6)-CP 47,497（化学名：2-[(1S,3R)-3-羟基环己基]-5-(1,1-二甲基己基)苯酚，2-[(1S,3R)-3-hydroxycyclohexyl]-5-(1,1-dimethylhexyl)phenol）是一种有机化合物，分子式C20H32O2，属于人工合成的大麻素，与CP 47,497是同系物。